# Mi dulce Audrina
Mi dulce Audrina es una novela de 1982 escrita por V. C. Andrews. Fue su única novela publicada de manera independiente en vida de la autora y llegó a ser número uno entre las novelas más vendidas de América del Norte. La historia tiene lugar en el Sudeste de Estados Unidos durante las décadas de 1960-1970, y presenta diversas historias reales acerca de la enfermedad de huesos frágiles, la violación, el desorden de estrés postraumático, la diabetes y el autismo. La narración se ambienta en una mansión de la época victoriana, cerca de un río ficticio llamado Lyle.
- Datos: Q3712586